# Відображення зсуву

Горизонтальний зсув площини (синій колір) з коефіцієнтом, проілюстрований зеленим кольором на прямокутній сітці з деякими фігурами. Чорна точка — це початок координат.

У планіметрії відображення зсуву — це лінійне відображення, що переміщує кожну точку у фіксованому напрямку, пропорційну її знаковій відстані від прямої, яка паралельна даному напрямку і проходить через початок координат. Цей тип відображення також називають перетворенням зсуву, трансвекцією або просто зсув.
Прикладом є відображення, що переносить будь-яку точку з координатами {\displaystyle (x,y)} у точку {\displaystyle (x+2y,y)}. У цьому випадку зсув є горизонтальним з коефіцієнтом два, де фіксована пряма — це вісь {\displaystyle x}, а відстань зі знаком — це координата {\displaystyle y}. Зауважимо, що точки на протилежних сторонах базової прямої зміщуються в протилежних напрямках.
Відображення зсуву не треба плутати з обертаннями. Застосування відображення зсуву до набору точок площини буде змінювати всі кути між ними (за виключенням прямих кутів) та довжину будь-якого відрізка, який непаралельний напрямку зсуву. Тому такі відображення деформують геометричні фігури. Наприклад, перетворюючи квадрати у неквадратні паралелограми, а кола в еліпси. Але зсув зберігає площу геометричної фігури, розташування та відносну відстань міжколінеарними точками. Відображення зсуву — основна відмінність між прямим і нахиленим (або курсивом) стилем літер.

У гідродинаміці відображення зсуву зображує потік рідини між паралельними пластинами при відносному русі.

Теж саме означення використовується у стереометрії, за виключенням того, що відстань вимірюється від фіксованої площини. Стереометричне перетворення зсуву зберігає об'єм просторових фігур, але змінює площу плоских фігур (за винятком тих, які паралельні зсуву). Це перетворення використовується для опису ламінарної течії рідини між пластинами, одна з яких рухається у площині вище та паралельно першій.
У довільному {\displaystyle n}-вимірному декартовому просторі {\displaystyle \mathbb {R} ^{n}} відстань вимірюється від нерухомої гіперплощини, яка паралельна до напрямку зсуву. Це геометричне перетворення є лінійним перетворенням простору {\displaystyle \mathbb {R} ^{n}} яке зберігає {\displaystyle n}-вимірну міру (гіпероб'єм) будь-якої множини.

### Горизонтальний і вертикальний зсув площини

У результаті відображення зсуву прямокутники стають паралелограмами

У площині {\displaystyle \mathbb {R} ^{2}=\mathbb {R} \times \mathbb {R} }, горизонтальний зсув (або зсув, паралельний осі {\displaystyle x}) — це функція яка переводить довільну точку з координатами {\displaystyle (x,y)} у точку {\displaystyle (x+my,y)}, де {\displaystyle m} — фіксований параметр, який називають коефіцієнтом зсуву.
Результатом цього відображення є горизонтальне зміщення кожної точки на величину пропорційну її координаті {\displaystyle y}. Будь-яка точка вище осі {\displaystyle x} зміщується праворуч (збільшуючи {\displaystyle x}) якщо {\displaystyle m>0} та ліворуч якщо {\displaystyle m<0}. Точки нижче осі {\displaystyle x} зміщуються у протилежному напрямку, а точки на осі залишаються на місці.
Прямі, паралельні осі {\displaystyle x}, залишаються на місці, а всі інші прямі повертаються на різні кути навколо точки, де вони перетинають вісь {\displaystyle x}. Вертикальні прямі, зокрема, стают похилими з кутовим коефіцієнтом {\displaystyle 1/m}. Таким чином, коефіцієнт зсуву {\displaystyle m} є котангенсом кута {\displaystyle \varphi }, на який нахиляються вертикальні. {\displaystyle \varphi } називається кутом зсуву.
Якщо координати точки записати як вектор-стовпець ({\displaystyle 2\times 1} матриця), то відображення зсуву можна представити як множення на {\displaystyle 2\times 2} матрицю:
{\displaystyle {\begin{pmatrix}x^{\prime }\\y^{\prime }\end{pmatrix}}={\begin{pmatrix}x+my\\y\end{pmatrix}}={\begin{pmatrix}1&m\\0&1\end{pmatrix}}{\begin{pmatrix}x\\y\end{pmatrix}}.}
Вертикальний зсув (або паралельний зсув по осі {\displaystyle y}) аналогічний, але ролі {\displaystyle x} і {\displaystyle y} міняються місцями. Відображення зсуву можна представити як множення вектора координат на транспоновану матрицю:
{\displaystyle {\begin{pmatrix}x^{\prime }\\y^{\prime }\end{pmatrix}}={\begin{pmatrix}x\\mx+y\end{pmatrix}}={\begin{pmatrix}1&0\\m&1\end{pmatrix}}{\begin{pmatrix}x\\y\end{pmatrix}}.}
Вертикальний зсув зміщує точки праворуч від осі {\displaystyle y} вгору або вниз, залежно від знаку коефіцієнта {\displaystyle m}. Залишає вертикальні прямі незмінними, але нахиляє всі інші прямі відносно точки, яка перетинає вісь {\displaystyle y}. Горизонтальні пряма, зокрема, нахиляється на кут зсуву {\displaystyle \varphi } та стає прямою з кутовим коефіцієнтом {\displaystyle m}.

### Загальні відображення зсуву
Для векторного простору {\displaystyle V} і підпростору {\displaystyle W} зсув, фіксуючий {\displaystyle W} переносить всі вектори у напрямку паралельному до підпростору {\displaystyle W}.
Точніше, якщо {\displaystyle V} — це пряма сума підпросторів {\displaystyle W} і {\displaystyle W^{\prime }}, то записуємо вектори відповідно як
{\displaystyle v=w+w^{\prime }.}
Типовий зсув {\displaystyle L}, що фіксує підпростір {\displaystyle W}, має вигляд
{\displaystyle L(v)=(Lw+Lw^{\prime })=(w+Mw^{\prime })+w^{\prime },}
де {\displaystyle M} — це лінійне відображення з підпростору {\displaystyle W^{\prime }} у підпростір {\displaystyle W}. Тому у термінах блочній матриці зсув {\displaystyle L} можна представити як
{\displaystyle {\begin{pmatrix}I&M\\0&I\end{pmatrix}}.}

## Застосування
Наступне застосування відображення зсуву відзначив Вільям Кліфорд:
«Послідовність зсувів дозволить звести будь-яку фігуру, обмежену прямими лініями, до трикутника з тією ж площею.» «. . . можна зсунути будь-який трикутник у прямокутний трикутник, при цьому не змінюючи його площу. Таким чином, площа будь-якого трикутника дорівнює половині площі прямокутника, що має таку ж основу та висоту, яка дорівнює перпендикуляру до основи з протилежного кута.»
Властивість збереження площі при відображенні зсуву можна використовувати для результатів, що стосуються площі. Наприклад, за допомогою відображення зсуву можна проілюструватитеорему Піфагора, а також пов'язану теорему геометричне середнє.
Алгоритм Алана В. Паета, використовує послідовність трьох відображень зсуву (горизонтальне, вертикальне, а потім знову горизонтальне) для повороту цифрового зображення на довільний кут. Алгоритм дуже простий у реалізації та ефективний, оскільки кожний крок за один раз обробляє лише один стовпчик або один рядок пікселів.
У типографії звичайний шрифт перетворюється в похилий шрифту.
У доейнштейнівській теорії відносності Галілея перетворення між системами відліку були відображеннями зсуву, які називаються перетвореннями Галілея. Їх також можна спостерігати при описі рухомих систем відліку відносно «бажаної» системи координат, яку іноді називають абсолютним часом і простором.